# Stora Karlsö
Stora Karlsö (deutsch Große Karlsinsel) ist eine 2,5 km² große schwedische Insel westlich von Gotland, die man von Mai bis September täglich von Klintehamn aus per Boot erreichen kann. Die Insel ist eines der herausragenden Naturschutzgebiete Schwedens und im Besitz des Karlsö Jagt- och Djurskyddsförenings AB. Stora Karlsö ist als Natura-2000-Gebiet ausgewiesen. Wanderungen auf dem ornithologisch und botanisch interessanten Eiland werden auf Wunsch von einem kundigen Führer begleitet. Unweit liegt die Schwesterinsel Lilla Karlsö.
Stora Karlsö beansprucht für sich, nach dem Yellowstone National Park in den USA das zweitälteste Schutzgebiet der Welt zu sein: Die Insel wurde in den 1880er Jahren unter Schutz gestellt.

## Geologie

### Stora Förvar
Stora Förvar ist eine 25 m tiefe Grotte auf der Nordseite der Insel. Ihre etwa vier Meter starke Kulturschicht wurde Ende des 19. Jahrhunderts von Lars Kolmodin untersucht. Im Fundmaterial, das hauptsächlich die Zeit zwischen etwa 5000 und 1500 v. Chr. repräsentiert, ragen Knochen von Menschen und Tieren und Keramikreste heraus. Harpunenspitzen weisen auf Fisch- und Robbenfang. In den oberen Schichten gab es Funde, die anzeigen, dass die Grotte auch während der Bronze- und Eisenzeit sowie im Mittelalter besucht wurde.

### Lauphargi und Rösju
Lauphargi und Rösju sind zwei der großen Rösen. Sie stammen aus der Bronzezeit, die hier zwischen 1500 und 1000 v. Chr. angesetzt wird. Bei dem etwa 4 m hohen und etwa 25 m messenden Rundhügel an der Südwestseite handelt es sich um die Sonderform des Kraterhügels, die auch in Kauparve präsent ist. Das Steinhügelgrab dürfte aus der älteren Bronzezeit (ca. 1500–1000 v. Chr.) stammen.
Auf dem höchsten Punkt der Insel liegt „Röjsu“, die durch eine Esche bedeckte noch etwas größere Röse, die bereits Carl von Linné beschrieb. In dem Steinhügelgrab, das einen Durchmesser von 28 m hat, wächst noch immer jene Esche, die Linné in seiner Gotländischen Reise erwähnte.

Fundplätze
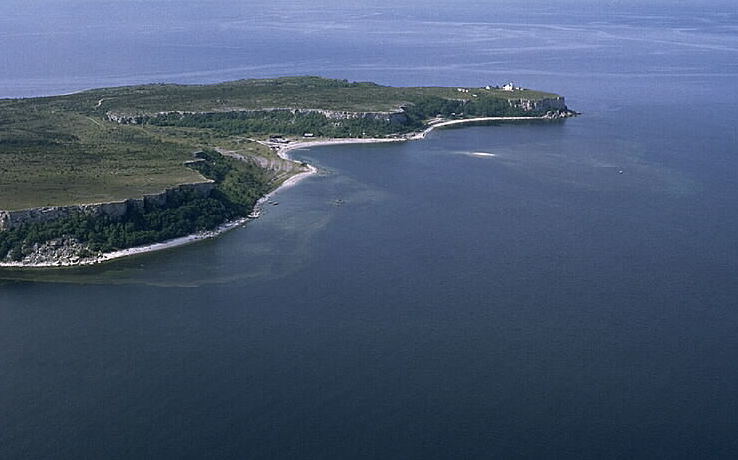
Luftbild
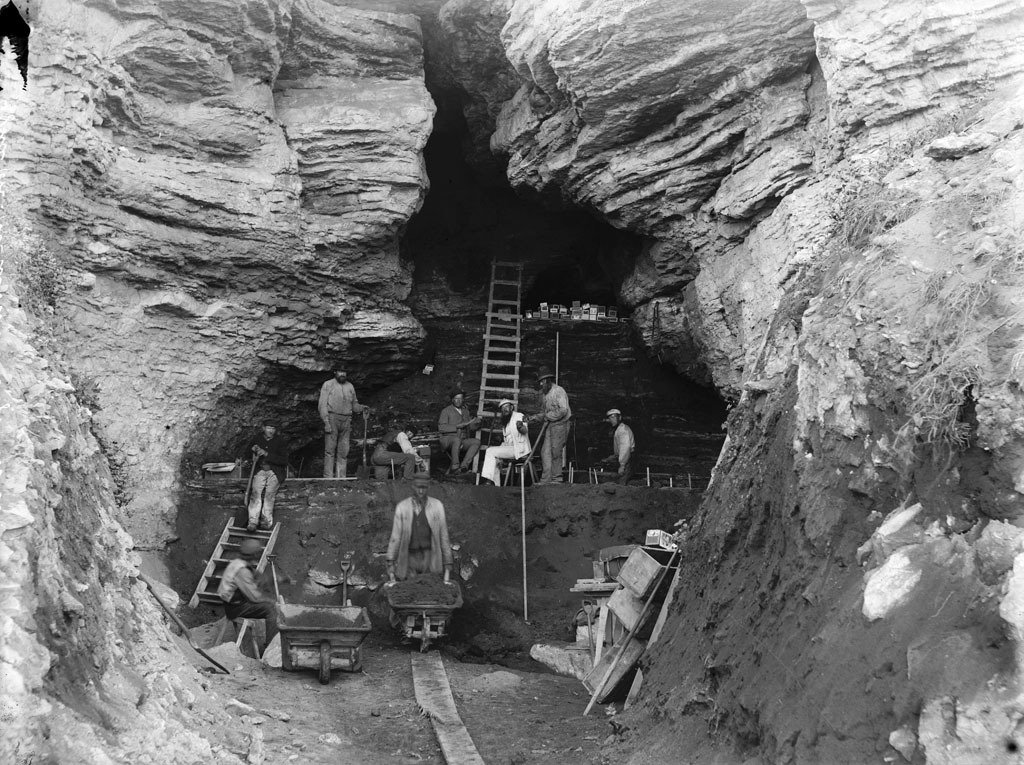
Ausgrabung von Stora Förvar 1891
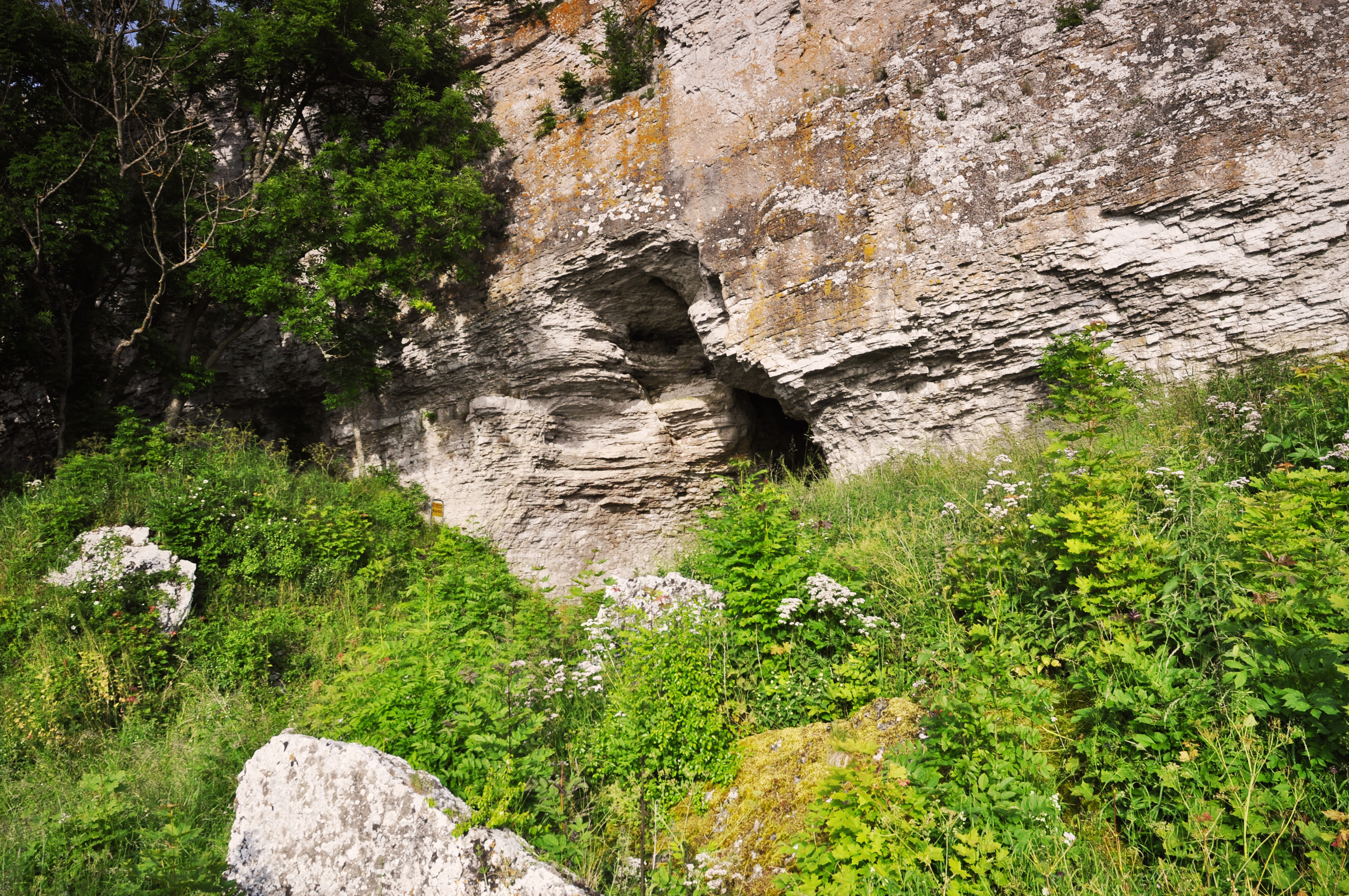
Eingang der Grotte
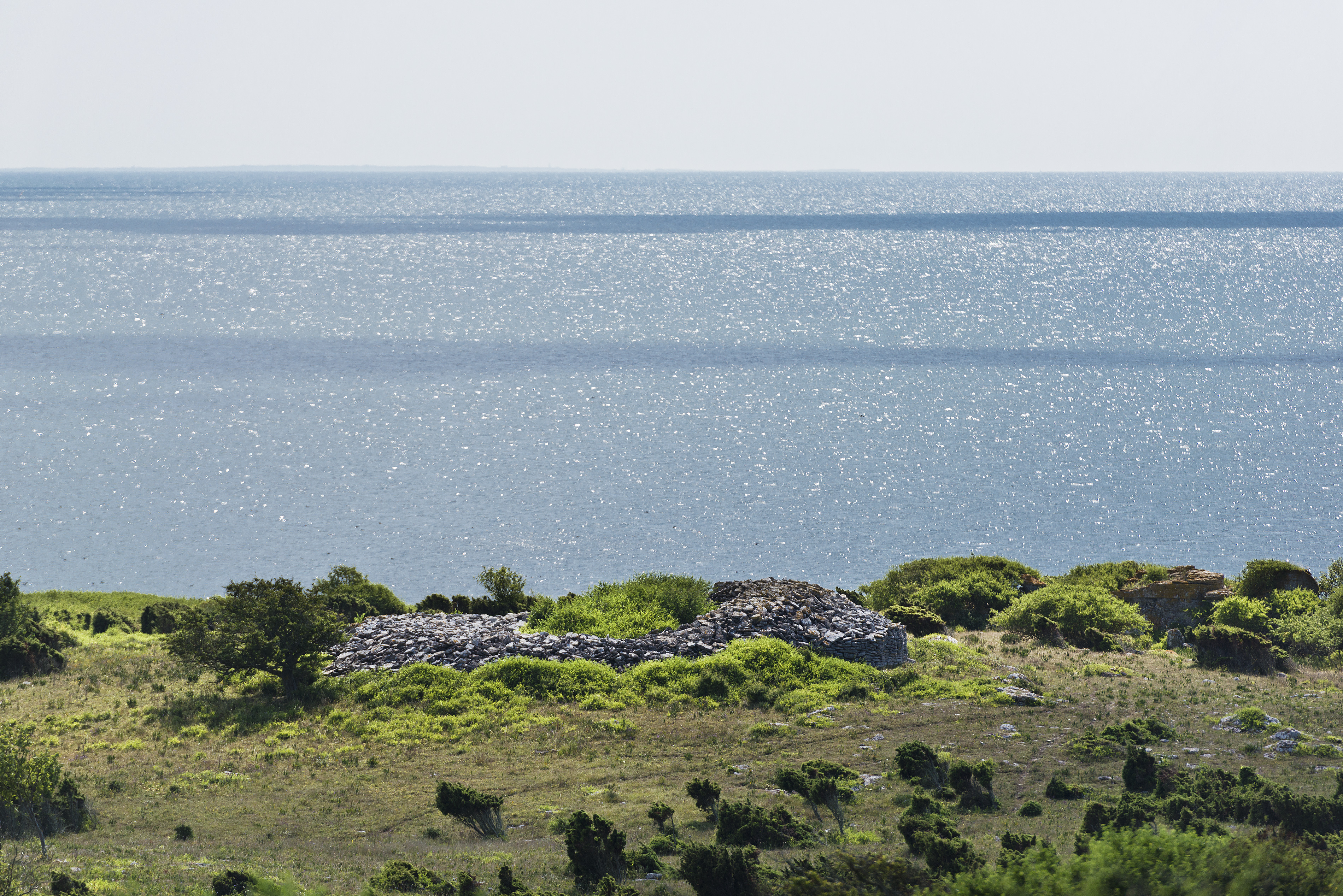
Röse Lauphargi auf Stora Karlsö
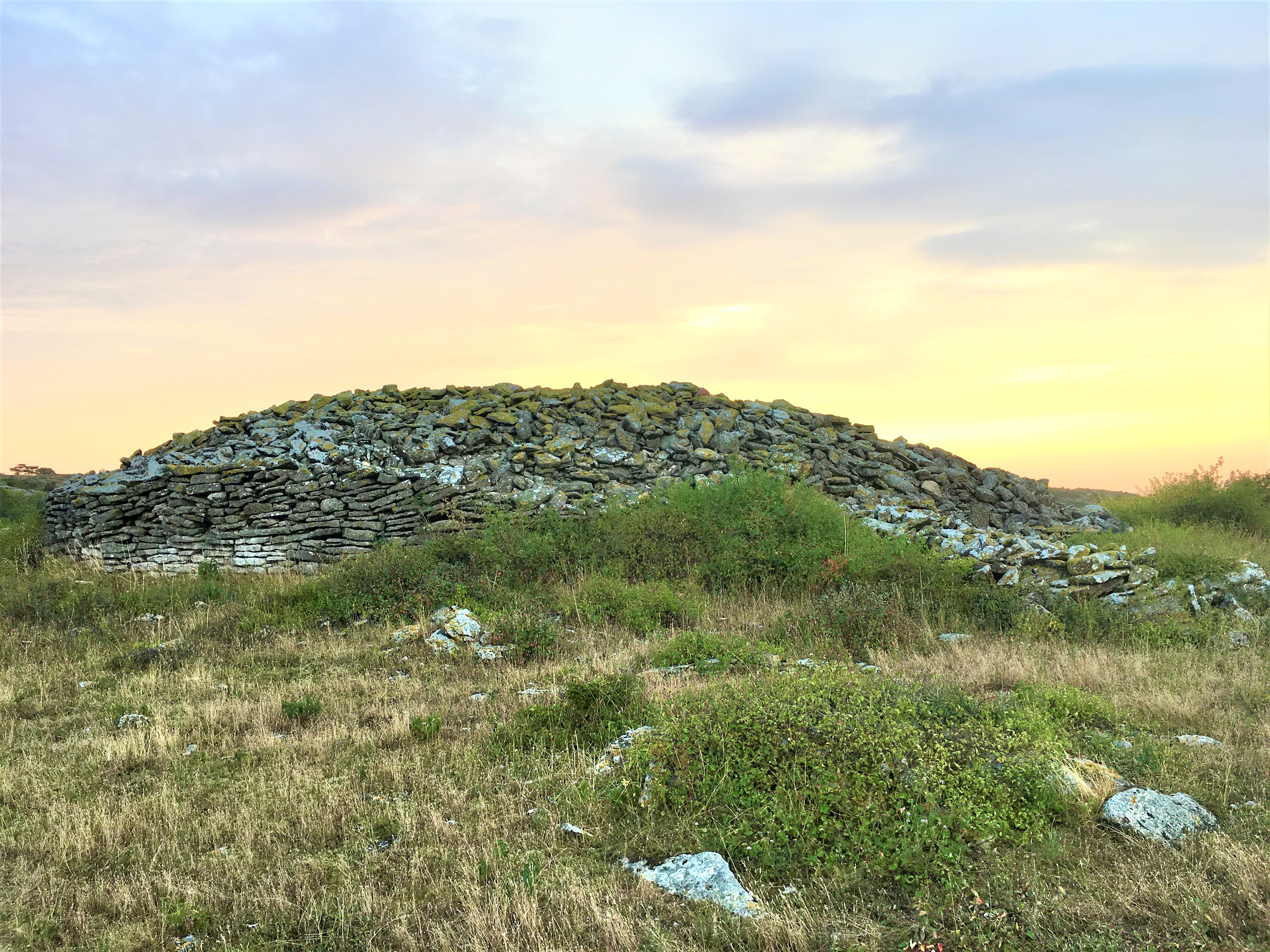
Röse Lauphargi
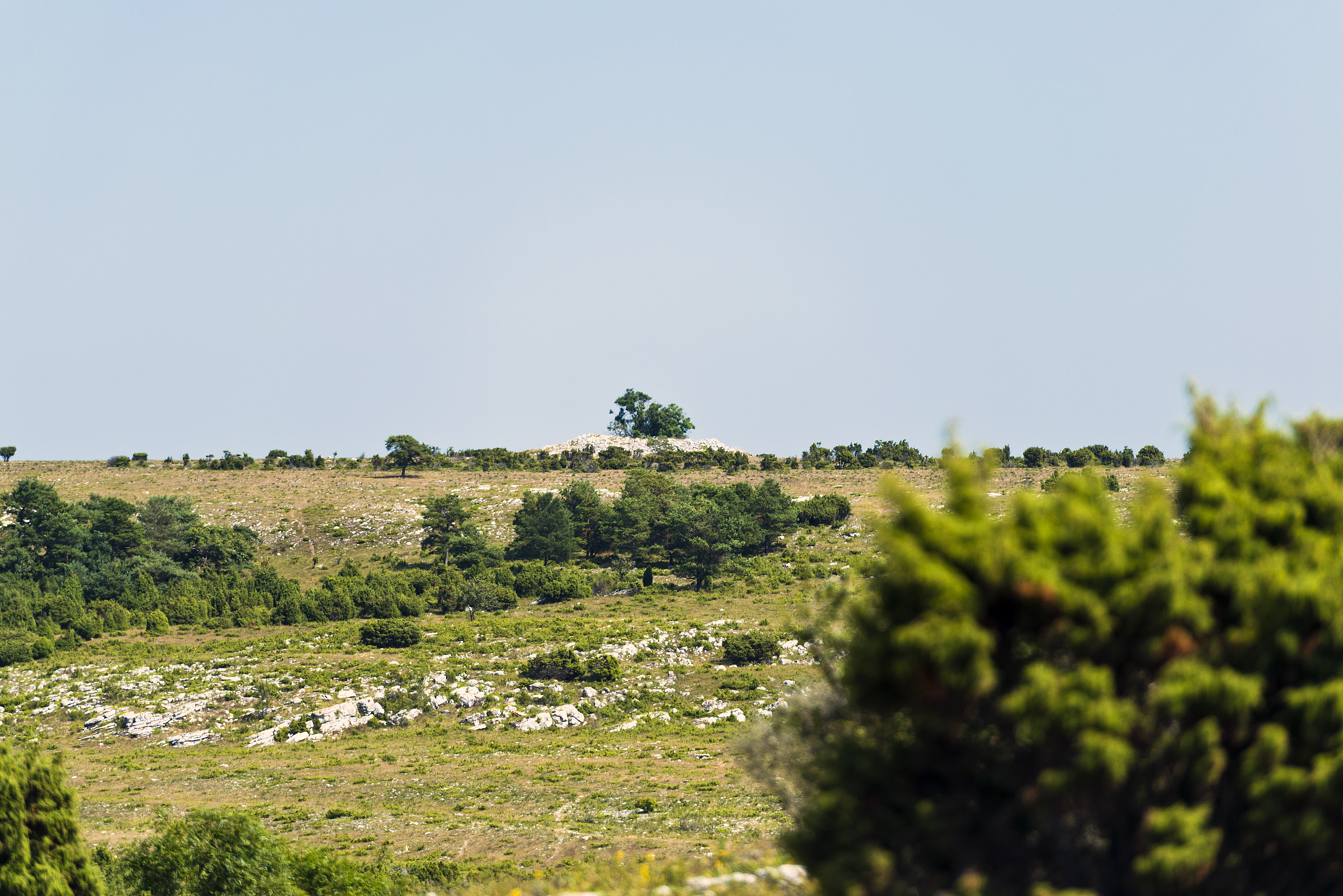
Rösju

## Fauna
Auf Stora Karlsö finden sich große Kolonien von Tordalken (Alca torda) und Trottellummen (Uria aalge). Die Lummen brüten zu Tausenden an den steilen Riffen um die Insel. Bis zum Kauf der Insel durch die Naturschutzgesellschaft wurden die Seevögel bejagt und die Brutpopulationen nahezu bis zur Ausrottung dezimiert.
1983 brach auf der für Säugetiere weitgehend isolierten Insel eine Seuche bei Schneehasen (Lepus timidus) aus. Untersuchungen im ergaben, dass die Erreger wahrscheinlich mittels Vögeln vom finnischen Festland nach Stora Karlsö gelangten.